# Sàpiens
Sàpiens és una revista en llengua catalana de divulgació històrica i periodicitat mensual. Pertany a Sàpiens sccl, empresa cooperativa que forma part del grup SOM. Es distribueix a Catalunya, les Illes Balears i al País Valencià.
Sàpiens té per objectiu divulgar la història dels Països Catalans i del món. Els seus articles normalment abracen des de la prehistòria fins a l'edat contemporània, i tracten una àmplia varietat temàtica que inclou, entre d'altres, política, cultura, economia, natura, gastronomia i ciència. La revista porta a terme investigacions per aportar dades a fets històrics poc coneguts o ignorats de la història dels Països Catalans. Cada número compta amb la col·laboració de persones de l'àmbit acadèmic, tant escrivint articles com assessorant els periodistes.
Segons l'Oficina de Justificació de la Difusió (OJD), durant el 2007 Sàpiens va tenir un tiratge mitjà de 31.199 exemplars i una mitjana de vendes de 21.395 exemplars. El 2009, tanmateix, li donava un tiratge mitjà de 30.312 i una difusió de 19.864.
Per la seva banda, el Baròmetre de la Comunicació i la Cultura, impulsat per la fundació Fundació Audiències de la Comunicació i la Cultura, en la seva segona onada de 2009 (març 2008-febrer 2009) va donar a Sàpiens 93.000 lectors mensuals de mitjana al Principat de Catalunya.

## Història
El 2002 un equip d'historiadors, inversors i periodistes format, entre d'altres, per Jordi Creus, Joan Morales, Eduard Voltas, Josep Maria Solé i Sabaté, Andreu Mayayo i Agustí Alcoberro, van començar a treballar la idea de fer una revista d'història en català, fent seguir la fórmula de creació d'articles amb un binomi historiador-periodista.
Sàpiens va publicar el seu primer número el novembre del 2002, amb un especial sobre l'espia català Joan Pujol, àlies Garbo. El projecte va ser empès per l'èxit de les revistes d'aparició recent Descobrir Catalunya i Descobrir Cuina, en un context on la manca de revistes en català als quioscos dels Països Catalans era la norma. Des del primer número es va distribuir a tots els quioscos de Catalunya i en alguns quioscos i llibreries de les Illes Balears i el País Valencià. Posteriorment es va començar a distribuir amb normalitat a tots els quioscos de les Illes Balears. Des de bon començament es va situar com a líder de vendes a Catalunya en el seu sector de mercat, independentment de la llengua d'edició.
Durant la seva existència els seus historiadors han investigat en més de 50 arxius d'arreu del món, entre els quals destaquen l'Arxiu Nacional de Washington, Amsterdam, el Marroc, el Sàhara, Roma, Nàpols, Moscou o Suïssa. També ha treballat a cercar noves línies d'investigació sobre la Guerra de Successió Espanyola o sobre la ubicació de la tomba del president del Barça Josep Sunyol.
El mes de febrer de 2011 van celebrar la publicació del seu número 100, amb una festa al bar metrònom de Barcelona, on hi van assistir personalitats com Jordi Pujol i Pasqual Maragall.
Actualment és la revista en català més llegida de Catalunya.

## Petit Sàpiens
El juny del 2016 es va publicar el primer número de Petit Sàpiens, una revista d'història destinada al públic infantil inspirada en Sàpiens. La revista presenta la història i altres temes així com la natura, l'art i la tecnologia en forma de còmics, passatemps i articles aptes per a públics a partir dels 7-8 anys.
El 2018 la publicació, que ja comptava amb més de 2000 subscriptors, va passar a ser mensual i el director va passar a ser-ne Àlex Novials.

## Directors
- Eduard Voltas (novembre de 2002 – octubre de 2003)
- Jordi Creus (novembre de 2003 – novembre de 2010)
- Clàudia Pujol (desembre de 2010 – actualitat)

## Premis i reconeixements
- 2009 - Premi Àngel de Bronze de la Comunicació, atorgat per la Universitat de Girona i El Punt
- 2009 - Premi Triangle Rosa, atorgat pel Col·lectiu Gai de Barcelona, pel reportatge Franco contra els homosexuals (Sàpiens 74)
- 2011 - Premi Pedrenyal d'Honor[9]
- 2012 - Premi Appec[10]
- 2020 - Premi Martí Gasull i Roig[11]
- 2021 - Premi Nacional de Comunicació en la categoria de premsa.[12]